# Bahnhof Sankt Goarshausen
Der Bahnhof Sankt Goarshausen (Schreibweise der DB: St Goarshausen) ist ein Bahnhof der Rechten Rheinstrecke in der gleichnamigen Gemeinde Sankt Goarshausen im Rhein-Lahn-Kreis in Rheinland-Pfalz.

## Geschichte
Der Bahnhof St. Goarshausen der rechten Rheinstrecke besaß einen Güterschuppen sowie eine Verladerampe. Heute dient der Bahnhof ausschließlich dem Personenverkehr, jedoch passieren zahlreiche Güterzüge und bei Ausweichverkehr der Linken Rheinstrecke Züge des Fernverkehrs den Bahnhof ohne Halt.

## Anbindung

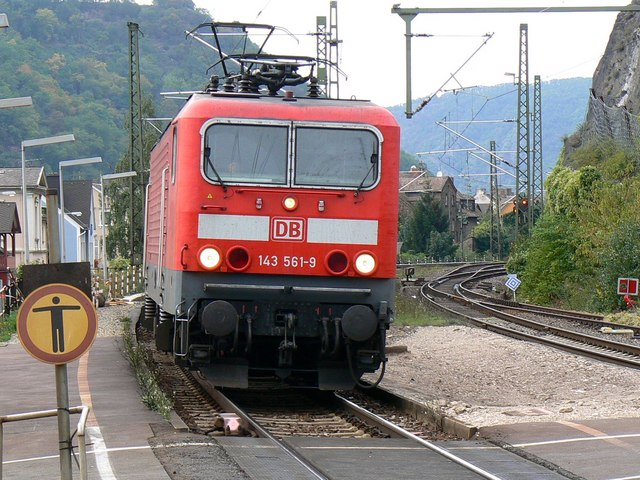
Zug im Bahnhof Sankt Goarshausen

Der Bahnhof wird durch die Regionalbahnlinie 10 der VIAS bedient, welche von Neuwied über Koblenz Stadtmitte, Koblenz Hbf, Niederlahnstein, St. Goarshausen, Wiesbaden Hbf und Frankfurt-Höchst nach Frankfurt Hbf verkehrt.
Der Bahnhof liegt im Verbundgebiet des Verkehrsverbund Rhein-Mosel (VRM).

## Kleinbahnhof St. Goarshausen

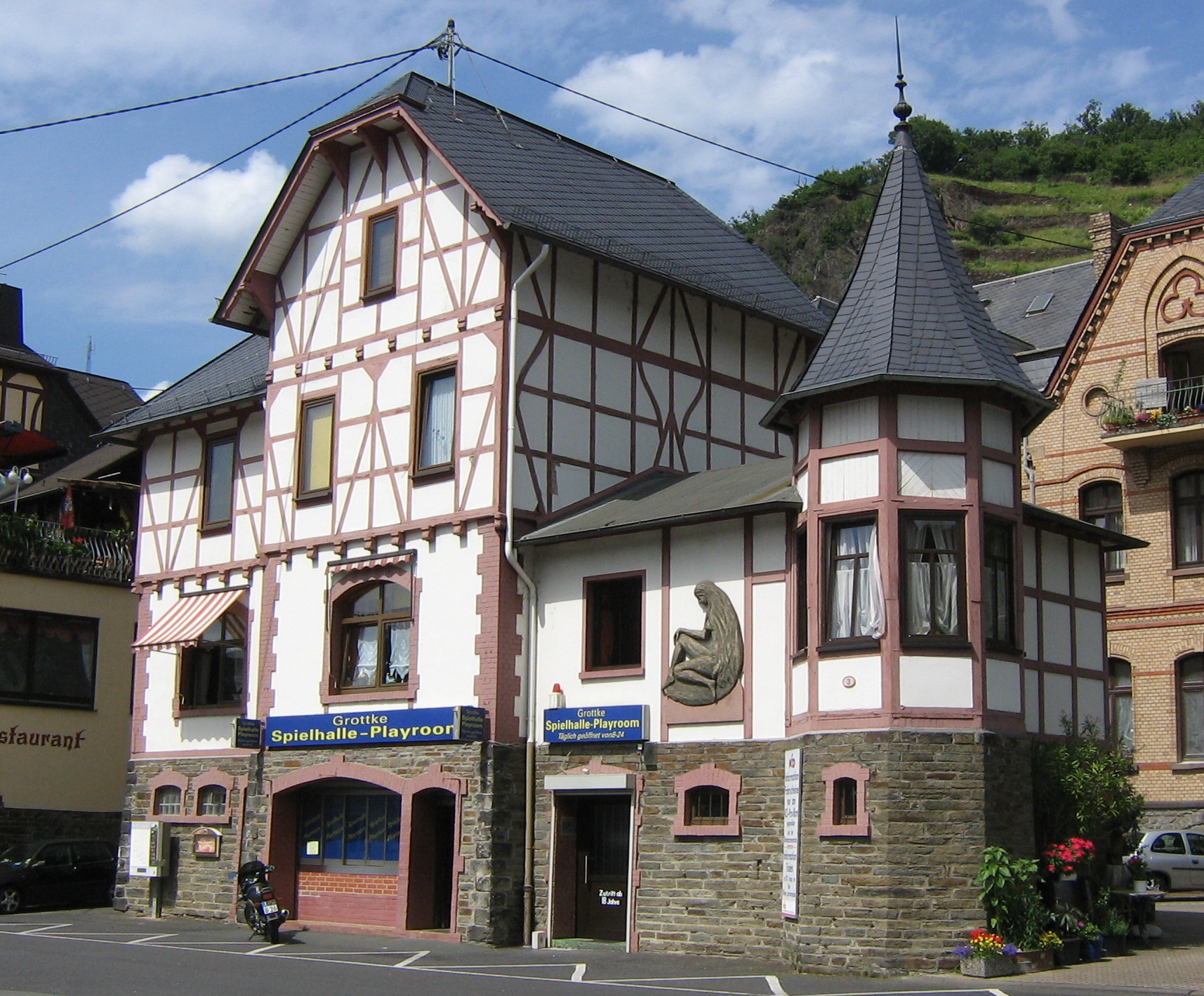
Ehemaliger Bahnhof St. Goarshausen der Nassauischen Kleinbahn

Der Bahnhof der meterspurigen Nassauischen Kleinbahn St. Goarshausen lag südlich des Staatsbahnhofs St. Goarshausen unmittelbar am Rheinufer. Es verkehrten die Züge der Bahnstrecke St. Goarshausen–Nastätten–Zollhaus. Von ihm führte südlich ein Gleis zum Rheinhafen, nördlich lag neben der Staatsbahn ein Güterbahnhof zum Umladen auf die Staatsbahn. 
Heute verkehrt die Regionalbuslinie 580 (Bahnhof Limburg Süd–Diez–Katzenelnbogen–St. Goarshausen Rheinfähre) des Verkehrsbetriebes Martin Becker weitgehend parallel zur ehemaligen Kleinbahn.